# Édouard De Rechter
Édouard De Rechter, né le 21 avril 1859 à Namur et mort le 19 mai 1891 à Modzaka (aujourd'hui République démocratique du Congo), est un officier belge, explorateur de l'Oubangui, dans l’État indépendant du Congo.

## Biographie
Édouard de Rechter est le frère de l'ingénieur François De Rechter et du médecin et juriste Gustave de Rechter ; ils sont les enfants d'Adolphe De Rechter et de Fidelia Pauwels. Formé à l’École royale militaire (Bruxelles), il est nommé sous-lieutenant au régiment d’artillerie. Début 1889, il entre au service de l’État Indépendant du Congo en qualité de capitaine de steamer (bateau à vapeur). Arrivé au Congo, il est désigné pour accompagner le capitaine Alphonse Van Gele dans l’Oubangui afin d’organiser la région. L’expédition Van Gele monte deux steamers l’AIA et l’En-Avant. Quittant Léopoldville (actuel Kinshasa) le 21 mai 1889, ils créent un poste à Mokwangay et à Banzyville, poste qui est confié à De Rechter. La construction de Banzyville, commencée le 3 septembre, est terminée le 23 décembre.
Le 11 mai 1890, De Rechter est remplacé afin de pouvoir accompagner le capitaine Van Gele et Georges-Édouard Le Marinel  (Capitaine-Commandant du Génie) en expédition. Ils quittent Banzyville et le 29 mai, ils pénètrent dans le Kotto (affluent de la rive droite de l'Oubangui, aujourd'hui en République centre-africaine) puis reviennent dans l’Oubangui et le remontent jusqu’au confluent de l'Uele et du Bomu, les deux branches-sources de l'Oubangui. Le 30 mai 1890, Van Gele entre en contact avec quelques chefs africains. Le capitaine confie à De Rechter la création du poste de Yacoma, au confluent de l'Uele et du Bomu. En juillet 1890, De Rechter repart en expédition avec Van Gele et Georges-Édouard Le Marinel dans une tentative de reconnaissance de l’Uele. Ils y pénètrent avec les deux steamers l’AIA et l’En-Avant. À hauteur de l’île Banifa, la marche des deux steamers est arrêtée par un banc rocheux, barrant la rivière. Les deux vapeurs sont laissés à la garde de De Rechter, tandis que Van Gele et Le Marinel franchissent en pirogue le banc rocheux, dit « Rapides de Ragozo » puis arrivent aux rapides de Mokwangu. Puis ils retournent à Banifa pour revenir avec De Rechter au poste de Yacoma.
Début 1891, Van Gele entame la descente vers Boma avec le vapeur AIA. De Rechter, malade, l’accompagne dans l’espoir de se faire soigner. Épuisé, il meurt des suites d’un dyspepsie intestinale à hauteur du poste français de Modzaka, sur la rive droite du Bas Oubangui, le 19 mai 1891, où il est enterré.
Une salle du Musée africain de Namur portait son nom.